# ロバート・トリヴァース
ロバート・トリヴァース（Robert L. Trivers、1943年2月19日 - ）はアメリカの進化生物学者。日本語ではほとんど常にトリヴァースと表記されるが、原音ではトリヴァーズ。
互恵的利他主義（1971）、親の投資理論（1972）、親子の対立（1974）の理論提唱によってよく知られる。他にも自己欺瞞の進化の説明（1976,1982）、ゲノム内の利害対立（2004）などの理論を提唱している。またD.E.ウィラードと共に親の社会的地位や健康状態によって子の出生時性比が偏ることを予測したトリヴァース＝ウィラード仮説（1973）、Ｈ.ヘアと共に真社会性ハチのESS性比の偏りを予測したトリヴァース＝ヘア仮説（1976）を提唱している。人類学への進化学的なアプローチは彼の後輩で教え子に当たるレダ・コスミデスやジョン・トゥービーらによる進化心理学の発展にも影響を与えた。おそらく、トリヴァーズは存命中の進化生物学者の中で最も影響力を持つ一人である。

## 経歴
父ハワード・トリヴァースと母ミルドレッドの間に7人兄姉の2番目として生まれる。両親はリトアニア移民のユダヤ人で、ハーバード大学で出会った。ハワードは1930年代にドイツに留学しドイツ哲学を学んだ。第二次世界大戦が近づくとアメリカに帰国し、国務省で戦争に協力したために戦後に外交官のポストを得た。トリヴァースは幼少時代をベルリン、コペンハーゲン、ワシントンD.C.で過ごした。彼はいじめられっ子で、ボクシングを習った。フィリップス・アカデミーに入学すると14歳の時に三ヶ月で微積分を独学した。ハーバード大学に入学する前に数学の先進クラスを二つ履修していた。
1961年にフィリップス・アカデミーを卒業するとハーバード大学に進み数学を専攻した。しかし一年目に数学への興味失った。世界各地での生活で社会の不公正や不正義を目の当たりにしていたために弱者を助けようと考え、法律家になる事を決意した。そのために米国の歴史を学んだが、自国賛美であった歴史の講義は苦痛だった。しばらく入院した。彼は第一世代の向精神薬の投与を受けた。この心神耗弱はイェール法学校への進学を阻んだ。回復すると心理学や芸術の講義を受けたが、実証主義的でなかったそれらの現状に失望した。1965年に歴史学の学位を取得した。
ハーバードの大学院に通いながら中学生向けに動物の社会を論じた教科書を執筆する仕事を見つけ、エルンスト・マイヤーの教え子の動物学者ウィリアム・ドルリーに出会った。この時初めて生物学に触れた。トリヴァースは教科書執筆中の1966年に群選択と個体選択論争に直面し、ウィン＝エドワーズとデイビッド・ラックを読み比べて個体選択を正しいと考えた。この経験が彼を本格的に進化生物学へ引き入れることになり、一度も正規の生物学の講義を受けたことがないまま、専攻を生物学へ変更した。教科書は進化を事実と記述していたために出版されることはなかった。南部選出の議員の妨害にあったと後に述べている。
大学院ではドルリーは指導教官になれなかったために、爬虫類学者アーネスト・ウィリアムズのもとで学んだ。また霊長類学者・進化生物学者アーヴェン・デヴォア（イーブン・ドゥボア）やマイヤーの教えも受けた。ドルリーとデヴォアはトリヴァースが心神衰弱の困難な時代に彼を支えた。1967年にマイヤーからW.D.ハミルトンの1964年論文を紹介された。血縁選択説を理解したトリヴァースはのちにデヴォアと共に動物行動の生物学的基盤に関する講義を行い、血縁選択説をアメリカに導入した先駆的な一人となった。1972年に生物学の博士を取得した。1973年から1978年までハーバード大学で助教授。彼とデヴォアの講義は行動の生物学的基盤に反対するグループからの抗議を受けた。トリヴァースはE.O.ウィルソンの『社会生物学』で血縁選択と包括適応度に関する数学的なアドバイスも行っている。
ハーバード大学での終身在職権取得を却下されたこともあり、同僚のロビン・フォックス、ライオネル・タイガーらの手配によって1978年にカリフォルニア大学サンタクルーズ校へと移った。そこで彼はブラックパンサー党のリーダーであったヒューイ・P・ニュートンと出会った。トリヴァーズと獄中のニュートンは1978年にサンタクルーズ校で学位を取るための意識の歴史についての講座を受けた。トリヴァースとニュートンは親友となり、ニュートンは彼の娘の一人の名付け親となった。トリヴァースは1979年にブラックパンサー党に入団した。彼らは1982年のエア・フロリダ90便墜落事故における乗務員の自己欺瞞についての分析を共同で執筆した。
1994年からはラトガース大学に人類学および生物学教授として在籍している。ラトガース大学ではジャマイカの子どもたちの体の対称性と魅力の関係を調べている。2005年からハーバード大学の人類学客員教授も勤めている。彼はリチャード・ドーキンスの『利己的な遺伝子』の初版の序文を書いた。しかし第二版で序文が完全に削除されたために二人は疎遠になった。第三版では再びトリヴァーズの序文が収録されている。2007年には「社会進化と対立、協力の重要な分析」に対してクラフォード賞（生物科学部門）が与えられた。
彼は急進的な黒人運動に身を投じており、同僚から最も黒人らしい白人と呼ばれた。にもかかわらず、社会生物学を公然と擁護したことによって反対者から人種差別主義者と呼ばれた。トリヴァースはイスラエル政府の辛辣な批判者である。イスラエル政府の方針を擁護したハーバード大学の法学教授アラン・ダーショウィッツを「ナチのような」「卑劣な奴」と呼んだ。
彼は二度、ジャマイカの女性と結婚している。一度目はローナ・ステイプルで3人の娘と一人の息子を得た。離婚後にデボラ・ディクソンと結婚し、二人の間には娘一人ができた。デボラとも離婚している。

## 著書
- (1985) Social Evolution. Benjamin/Cummings, Menlo Park, CA.
  - 『生物の社会進化』中嶋康裕、原田泰志、福井康雄共訳 1991年 ISBN 978-4782800614
- (2002) Natural Selection and Social Theory: Selected Papers of Robert L. Trivers. (Evolution and Cognition Series) Oxford University Press, Oxford. ISBN 0-19-513062-6
- (2006) Genes in Conflict : The Biology of Selfish Genetic Elements. Burt, A. との共著、Belknap Press, Harvard. ISBN 0-674-01713-7

## 論文
- (1971) The evolution of reciprocal altruism. Quarterly Review of Biology, 46, 35-57.
- (1972) Parental investment and sexual selection. In B. Campbell (Ed.) Sexual selection and the descent of man, 1871-1971 (pp 136-179). Chicago, Aldine.
- Willard, D. E. との共著、(1973) Natural selection of parental ability to vary the sex ratio of offspring. Science, 179(68), 90-2. pubmed
- (1974). Parent-offspring conflict. American Zoologist, 14, 249-264.
- Hare R. との共著、(1976) Haplodiploidy and the evolution of the social insects. Science, 191(4224), 250-263. pubmed
- (1991) Deceit and self-deception: The relationship between communication and consciousness. In: M. Robinson and L. Tiger (eds.) Man and Beast Revisited, Smithsonian, Washington, DC, pp. 175-191.